# J sin punto
La J sin punto (Mayúscula J, minúscula: ȷ), es una letra adicional del alfabeto latino utilizada como símbolo fonético en el alfabeto dialectal sueco (donde siempre está en cursiva: 'ȷ'), y como letra en la ortografía vasca de Sabino Arana. Goiri en el siglo XIX. Se deriva de la letra J sin su punto, tanto en mayúscula como en minúscula.

## Uso
La j ‹ ȷ › sin punto se utiliza como símbolo fonético en el alfabeto dialectal sueco y representa una aproximante palatal sonora (API: [j]).
Vasily Radlov utiliza una j (j cirílica) sin punto como letra para transcribir jakasio, con un alfabeto cirílico, utilizando algunas letras latinas, en el diccionario Versuch eines Wörterbuches der Türk-Dialecte publicado entre 1893 y 1911.
En 1922, se imprimió en Estambul un alfabeto adigués que utilizaba la j sin punto.

## Codificación
| Carácter      | ȷ                            | ȷ                            |
| ------------- | ---------------------------- | ---------------------------- |
| Unicode       | LATIN SMALL LETTER DOTLESS J | LATIN SMALL LETTER DOTLESS J |
| Codificación  | decimal                      | hex                          |
| Unicode       | 567                          | U+0237                       |
| UTF-8         | 200 183                      | C8 B7                        |
| Ref. numérica | &#567;                       | &#x237;                      |